# Axis (género)
Axis es un género de mamíferos artiodáctilos de la familia Cervidae. Incluye cuatro especies que se hallan únicamente en el sur y este de Asia, de las cuales la más conocida es el ciervo axis o chital (Axis axis).

## Especies
Se reconocen las siguientes especies:
- Axis axis
- Axis calamianensis
- Axis kuhlii
- Axis porcinus